# Mituliodon
Mituliodon tarantulinus es una especie de araña araneomorfa de la familia Miturgidae. Es el único miembro del género monotípico Mituliodon. Es originaria de Australia y de Timor en Indonesia.